# Van der Valk (Fernsehserie)
Van der Valk ist eine britische Fernseh-Krimiserie aus den Jahren 1972 bis 1977 und wieder 1991/1992 mit Barry Foster in der Rolle des Piet van der Valk. Seit 2020 wird eine weitere Filmreihe unter dem Titel Kommissar Van der Valk ausgestrahlt, bei der Marc Warren in der Titelrolle zu sehen ist.

## Handlung
Kommissars Piet Van der Valk lebt und arbeitet in Amsterdam. Hier hat er diverse Kriminalfälle zu lösen. Dabei sind ihm seine Frau Arlette und sein Assistent Kroon zuverlässige Verbündete bei allen Ermittlungen.

### Schauplatz und Figuren
Die Fernsehserie basiert auf den Charakteren und der Atmosphäre, aber nicht auf der Handlung der Originalromane von Nicolas Freeling. Die Serie ist, wie auch die ab 2019 entstandene Serie Kommissar Van der Valk, frei gestaltet. Die Fernsehserie mit Barry Foster in der Titelrolle des niederländischen Kommissars folgt weder den Handlungssträngen der Romane, noch wird sie der in den Büchern beschriebenen Figur Van der Valks gerecht.
Die Geschichten spielen meist in und um Amsterdam, wo Kommissar van der Valk ein zynischer, aber intuitiver Detektiv ist. Drogen, Sex und Mord gehören zu den düsteren Themen der Fälle, die im Kontrast zu den malerischen Schauplätzen und der beschwingten Titelmusik stehen.
Im Vorspann der ersten Serie steht Van der Valk im Turm der Westerkerk.
In den ersten beiden Serien steht Van der Valk im Gegensatz zu seinem naiven Assistenten, Inspecteur Johnny Kroon, gespielt von Michael Latimer, und seinem Vorgesetzten, Hoofd-commissaris Samson, der sich um die politischen Auswirkungen der Fälle kümmert. Die vierte und fünfte Staffel zeigen einen älteren Van der Valk und stellen seinen Sohn Wim vor, der ebenfalls als Detektiv in Amsterdam arbeitet. Samson wurde im Laufe der Serie von drei Schauspielern gespielt: Martin Wyldeck für zwei Episoden im Jahr 1972, Nigel Stock für 12 Episoden im Jahr 1977 und Ronald Hines für die Wiederaufnahme in den Jahren 1991–92. Van der Valks französische Ehefrau Arlette wurde im Laufe der zwanzigjährigen Laufzeit der Serie von drei Schauspielerinnen gespielt: zunächst von Susan Travers, dann von Joanna Dunham in der dritten Staffel und schließlich von Meg Davies in der Wiederaufnahme 1991–92. Weitere Schauspieler waren Sydney Tafler als Hoofd-Kommissar Halsbeek sowie Alan Haines und Dave Carter, die die uniformierten Beamten Mertens und Stribos spielten. In der Wiederaufnahme spielte Richard Huw Van der Valks Sohn Wim und Natasha Pyne seine Sekretärin Janet.

## Hintergrund
Die Serie ist, wie auch die ab 2019 entstandene Serie Kommissar Van der Valk, frei gestaltet nach den Van-der-Valk-Kriminalromanen von Nicolas Freeling. Allerdings folgt die Fernsehserie mit Barry Foster in der Titelrolle des niederländischen Kommissars weder den Handlungssträngen der Romane, noch wird sie der in den Büchern beschriebenen Figur Van der Valks gerecht.
Die Serie lief ab 1976 im Fernsehen der DDR bzw. ab 1979 im ZDF, wobei sie im DDR-Fernsehen erfolgreicher war.
Sehr bekannt ist auch die Titelmelodie der Serie: Eye Level, gespielt vom Simon Park Orchestra, war 1973 sogar ein Nummer-eins-Hit in Großbritannien.
Das Stück basiert auf einem niederländischen Kinderlied und wurde von Jack Trombey geschrieben.

## Episodenliste

### Staffel 1
| Nr. (ges.) | Nr. (St.) | Deutscher Titel                  | Originaltitel            | Erstausstrahlung VK | Deutschsprachige Erstausstrahlung (D) | Regie            | Drehbuch         |
| ---------- | --------- | -------------------------------- | ------------------------ | ------------------- | ------------------------------------- | ---------------- | ---------------- |
| 1          | 1         | Spätes Geständnis/Der Doppelmord | One Herring's Not Enough | 13. Sep. 1972       | 5. Aug. 1976 DDR 1                    | Dennis Vance     | Michael Chapman  |
| 2          | 2         | Tödliches Mahl/Gift              | Destroying Angels        | 20. Sep. 1972       | 2. Sep. 1976 DDR 1                    | Graham Evans     | Michael Chapman  |
| 3          | 3         | Anonyme Briefe                   | Blue Notes               | 27. Sep. 1972       | 23. Mai 1979 ZDF                      | Marc Millerl     | Geoffrey Gilbert |
| 4          | 4         | Mauern des Schweigens            | Elected Silence          | 4. Okt. 1972        | 26. Aug. 1976 DDR 1                   | Douglas Camfield | Geoffrey Gilbert |
| 5          | 5         | Dicker als Wasser                | Thicker Than Water       | 11. Okt. 1972       | 9. Mai 1976 ZDF                       | David Wickes     | Geoffrey Gilbert |
| 6          | 6         | Der Abenteurer                   | The Adventurer           | 18. Okt. 1972       | 18. Juli 1976 ZDF                     | Peter Duguid     | Michael Chapman  |

### Staffel 2
| Nr. (ges.) | Nr. (St.) | Deutscher Titel                                      | Originaltitel             | Erstausstrahlung VK | Deutschsprachige Erstausstrahlung (D) | Regie            | Drehbuch        |
| ---------- | --------- | ---------------------------------------------------- | ------------------------- | ------------------- | ------------------------------------- | ---------------- | --------------- |
| 7          | 1         | Tod im Meer/Das letzte Bad                           | A Death by the Sea        | 29. Aug. 1973       | 12. Aug. 1976 DDR 1                   | Don Leaver       | Philip Broadley |
| 8          | 2         | Der Tote im Lastkahn                                 | A Man of No Importance    | 5. Sep. 1973        | 21. März 1979 ZDF                     | Douglas Camfield | Arden Winch     |
| 9          | 3         | Das Mädchen mit Erfahrung/Eine Rose von Mr. Reinhard | A Rose for Mr Reinhart    | 12. Sep. 1973       | 19. Aug. 1976 DDR 1                   | Mike Vardy       | Peter Yeldham   |
| 10         | 4         | Tödliche Beobachtung                                 | A Dangerous Point of View | 19. Sep. 1973       | 4. April 1979 ZDF                     | Jim Goddard      | Jeremy Paul     |
| 11         | 5         | Liebe in Amsterdam                                   | Season for Love           | 26. Sep. 1973       | 20. Juni 1979 ZDF                     | Mike Vardy       | Philip Broadley |
| 12         | 6         | -                                                    | Rich Man, Poor Man        | 3. Okt. 1973        | -                                     | Douglas Camfield | David Butler    |
| 13         | 7         | Die Spur führt zum Kai                               | The Rainbow Ends Here     | 10. Okt. 1973       | 9. Sep. 1976 DDR 1                    | Graham Evans     | Philip Broadley |

### Staffel 3
| Nr. (ges.) | Nr. (St.) | Deutscher Titel            | Originaltitel           | Erstausstrahlung VK | Deutschsprachige Erstausstrahlung (D) | Regie          | Drehbuch        |
| ---------- | --------- | -------------------------- | ----------------------- | ------------------- | ------------------------------------- | -------------- | --------------- |
| 14         | 1         | Der geheimnisvolle Feind   | Enemy                   | 5. Sep. 1977        | 2. Jan. 1980 ZDF                      | Mike Vardy     | Paul Wheeler    |
| 15         | 2         | -                          | Accidental              | 12. Sep. 1977       | -                                     | Tom Clegg      | Ted Childs      |
| 16         | 3         | Die Schatzgräber           | The Runt                | 19. Sep. 1977       | 3. Sep. 1980 DDR 1                    | Mike Vardy     | Leslie Sands    |
| 17         | 4         | Müllers goldene Feuerzeuge | Wolf                    | 26. Sep. 1977       | 26. Sep. 1979 ZDF                     | Mike Vardy     | Philip Broadley |
| 18         | 5         | Der Jugendclub             | Man of Iron             | 3. Okt. 1977        | 10. Okt. 1979 ZDF                     | William Brayne | Michael Chapman |
| 19         | 6         | Der gestohlene Mantel      | Everybody Does It       | 10. Okt. 1977       | 16. April 1980 DDR 1                  | Ben Bolt       | Philip Broadley |
| 20         | 7         | Kunstgeschäfte             | Face Value              | 17. Okt. 1977       | 13. Mai 1981 DDR 1                    | Mike Vardy     | Robert Wales    |
| 21         | 8         | Tod in der Luft            | Dead on Arrival         | 24. Okt. 1977       | 29. Okt. 1980 DDR 1                   | Ted Childs     | Patrick O’Brian |
| 22         | 9         | Der Professor              | The Professor           | 31. Okt. 1977       | 19. Dez. 1979 ZDF                     | Ted Childs     | Roger Marshall  |
| 23         | 10        | Weibliche List             | In Hazard               | 7. Nov. 1977        | 21. Mai 1980 DDR 1                    | William Brayne | Paul Wheeler    |
| 24         | 11        | Die jungen Diebe           | Gold Plated Delinquents | 14. Nov. 1977       | 7. Nov. 1979 ZDF                      | Tom Clegg      | Roger Marshall  |
| 25         | 12        | Gefahr für Diane           | Diane                   | 21. Nov. 1977       | 29. Aug. 1979 ZDF                     | Mike Vardy     | Philip Broadley |

### Staffel 4
| Nr. (ges.) | Nr. (St.) | Deutscher Titel | Originaltitel              | Erstausstrahlung VK | Deutschsprachige Erstausstrahlung (D) | Regie           | Drehbuch       |
| ---------- | --------- | --------------- | -------------------------- | ------------------- | ------------------------------------- | --------------- | -------------- |
| 26         | 1         | -               | Doctor Hoffmann's Children | 16. Jan. 1991       | -                                     | Anthony Simmons | Jonathan Hales |
| 27         | 2         | -               | Dangerous Games            | 23. Jan. 1991       | -                                     | Jim Goddard     | Don Shaw       |
| 28         | 3         | -               | A Sudden Silence           | 30. Jan. 1991       | -                                     | Herbert Wise    | Keith Dewhurst |
| 29         | 4         | -               | The Little Rascals         | 6. Feb. 1991        | -                                     | Alan Cooke      | Peter Buckman  |

### Staffel 5
| Nr. (ges.) | Nr. (St.) | Deutscher Titel | Originaltitel      | Erstausstrahlung VK | Deutschsprachige Erstausstrahlung (D) | Regie           | Drehbuch       |
| ---------- | --------- | --------------- | ------------------ | ------------------- | ------------------------------------- | --------------- | -------------- |
| 30         | 1         | -               | The Ties That Bind | 5. Feb. 1992        | -                                     | Anthony Simmons | Kenneth Ware   |
| 31         | 2         | -               | Proof of Life      | 12. Feb. 1992       | -                                     | Tom Clegg       | Keith Dewhurst |
| 32         | 3         | -               | Still Waters       | 19. Feb. 1992       | -                                     | Herbert Wise    | Stuart Hepburn |